# The Gift (альбом The Jam)
The Gift — шестой и последний студийный альбом британской рок-группы «The Jam». Выпущенный 12 марта 1982 года, альбом достиг высшей позиции в британских чартах. Имея продолжительность в 32 минуты 17 секунд, альбом получил смешанные отзывы критиков и поклонников группы.
Изначально альбом был выпущен на 12-дюймовой виниловой пластинке и самые первые копии были упакованы в бумажный конверт, содержащий надпись «The Jam… A Gift». Эти копии являются наиболее редкими изданиями альбома, и найти их довольно сложно. Последующие издания альбома выходили в виде стандартной виниловой пластинки, японского винилового издания (вместе с буклетом с текстами в качестве бонуса), CD-издания и ремастированного издания.
В отличие от альбомов «In the City» и «This Is the Modern World», построенных на трёх аккордах и более мелодичных альбомов «All Mod Cons», «Setting Sons» и «Sound Affect», «The Gift» демонстрирует увлечение Пола Уэллера северным соулом. Бас-партии, характерные для фанк-музыки и гитары с эффектом «Wah-wah» часто используются на протяжении всего альбома. Также, на пластинке можно услышать влияние джаза — оно проявляется в духовых секциях и саксофонных соло (эти элементы наиболее заметны в песне «Precious»). На альбоме присутствуют только две песни длиной более трёх с половиной минут.
Наиболее известной песней и хитом альбома является трек «Town Called Malice». В тексте песни говорится о жизни типичного британца тех времён, живущего в маленьком городке и сталкивающегося с такими жизненными проблемами, как алкоголизм и безработица.
«Just Who Is the 5 O'Clock Hero?», выпущенная в Нидерландах на сингле в виде 7-дюймовой виниловой пластинки, повествует об усилиях британских мужчин и женщин, работающих с 9:00 до 17:00, но, будучи содержащими всё британское общество, остающимися незамеченными. В отличие от песни «Mr. Clean», вышедшей на альбоме «All Mod Cons», Уэллер относится к герою песни не с насмешкой, а с уважением. В то же время, персонаж из «Mr. Clean» представляет собой высшее общество, в то время как «Just Who Is the 5 O’Clock Hero?» — рабочий класс.
Многочисленные эксперименты Уэллера со звучанием привели к увеличению разногласий с остальными членам группы — Брюсом Фокстоном и Риком Баклером. Они не хотели отходить от прежнего звучания The Jam, представляющего собой панк-рок. Как следствие, группа распалась после тура в поддержку альбома «Trans-Global Express Tour».

## Список композиций
| №  | Название                             | Длительность |
| -- | ------------------------------------ | ------------ |
| 1. | «Happy Together»                     | 2:52         |
| 2. | «Ghosts»                             | 2:11         |
| 3. | «Precious»                           | 4:14         |
| 4. | «Just Who Is the Five O'Clock Hero?» | 2:18         |
| 5. | «Trans-Global Express»               | 4:02         |

| №  | Название                        | Длительность |
| -- | ------------------------------- | ------------ |
| 1. | «Running on the Spot»           | 3:07         |
| 2. | «Circus»                        | 2:12         |
| 3. | «The Planners Dream Goes Wrong» | 2:19         |
| 4. | «Carnation»                     | 3:27         |
| 5. | «Town Called Malice»            | 2:58         |
| 6. | «The Gift»                      | 3:07         |